# Socialisatie (economie)
Socialisatie is het proces waarbij materiële productiefactoren ofwel in handen van de gemeenschap worden gebracht ofwel geheel dienstbaar worden gemaakt aan de gemeenschap. Gesocialiseerde bedrijven zullen hierdoor niet langer particuliere belangen behartigen waarbij de gemeenschap of de betrokken arbeiders geen directe baat hebben.
Socialisatie is historisch een politiek-economische eis geweest van sociaaldemocraten, democratische en libertaire socialisten (zoals anarchisten en syndicalisten) en revolutionaire marxisten. Socialisatie kan plaatsvinden langs een revolutionaire weg of via een geleidelijk proces zoals door vermogensaanwasdeling of nationalisering onder leiding van een parlementaire democratie.
Nationalisering hoeft echter niet te leiden tot socialisatie, zo hoeft een bank die door nationalisering wordt gered van een faillissement haar verhouding tot haar werknemers of de samenleving niet veranderen. Socialisatie hoeft tevens niet altijd te geschieden via nationalisering, zo streven libertair socialisten zowel naar socialisatie als de afschaffing van de staat of een minimale staat.

## Sociaaldemocratie
Binnen de Nederlandse sociaaldemocratie heeft socialisatie een centrale plek gekend in de verkiezings- en beginselprogramma's van de Sociaal-Democratische Arbeiderspartij gedurende haar bestaan tussen 1894 en 1940. De opvolger van de partij, de Partij van de Arbeid, nam de socialisatie van banken opnieuw op in haar beginselprogramma van 1947 en nogmaals, zij het anders verwoord, in 1977. In 1972 namen de PvdA, de D'66 en de PPR verplichte vermogensaanwasdeling op in hun gezamenlijke regeerakkoord Keerpunt 1972, waardoor werknemers zowel winst uitgekeerd zouden krijgen als medezeggenschap zouden verwerven.
Na het befaamde 'afschudden van de ideologische veren' onder leiding van Wim Kok in 1995 verdween de socialisatie van banken echter uit het beginselprogramma en de politiek van de Nederlandse sociaaldemocratie.

## Marxisme
Socialisatie is een belangrijke grondslag van het marxisme en het communisme waarmee de overgang van kapitalisme naar socialisme bereikt moest worden.
Door de industrialisatie en de komst van kapitaalintensieve machines werden de kleinschalige familiebedrijven van de huis- en plattelandsnijverheid vooral vanaf de tweede helft van de negentiende eeuw ten dele vervangen door grote bedrijven. Volgens de arbeidswaardeleer van Marx is er hierbij sprake van uitbuiting omdat de meerwaarde die wordt verkregen uit arbeid niet meer toekomt aan hen die de arbeid verrichten, maar aan slechts enkele vermogende kapitalisten. Volgens Marx kan de functie van de kapitalisten worden overgenomen door coöperaties waarmee de productiemiddelen en het maatschappelijk meerproduct weer bij de arbeiders terechtkomen.